# Gottfried Silbermann

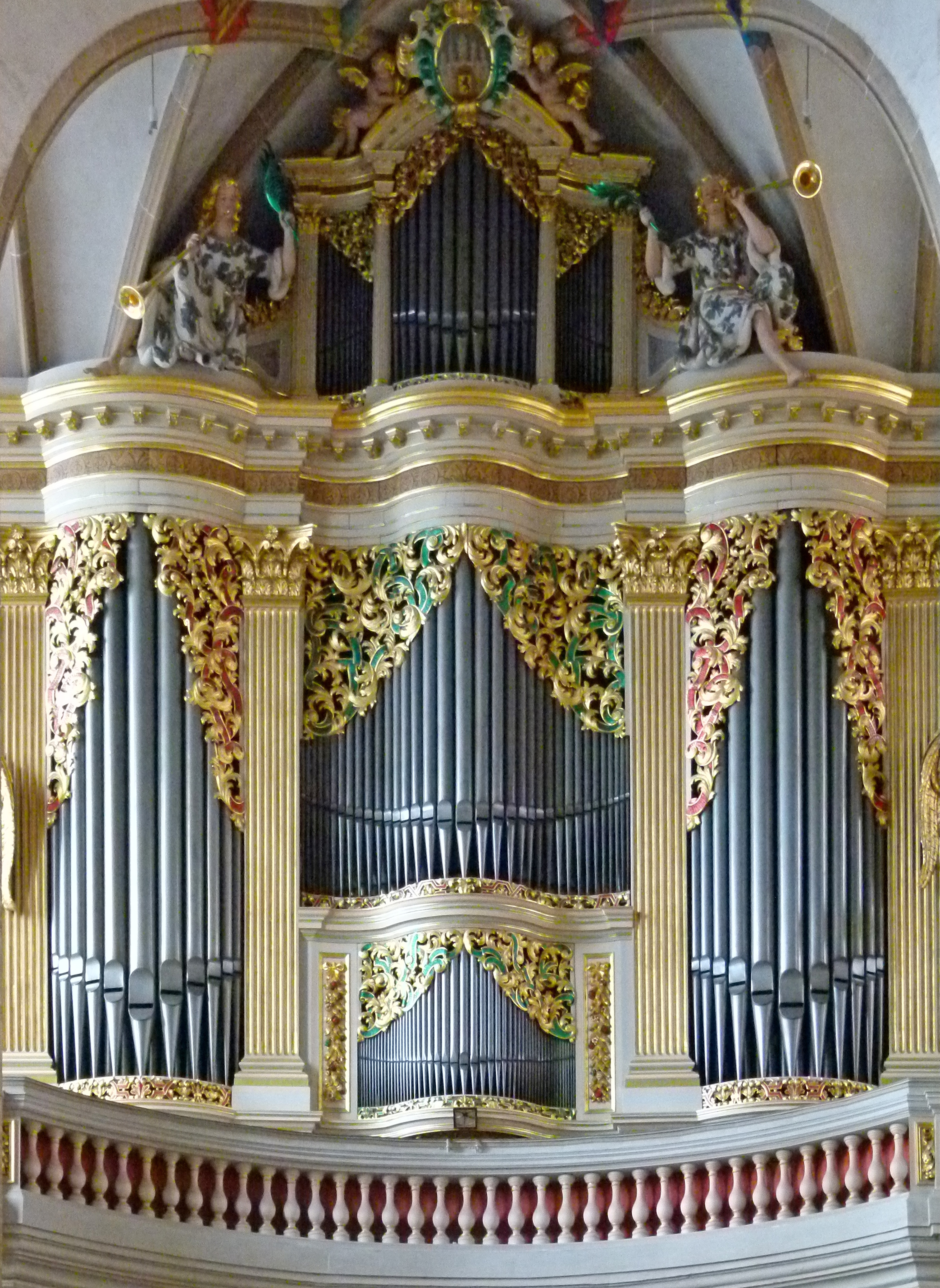
Silbermann-orgona a freibergi székesegyházban

Gottfried Silbermann (Kleinbobritzsch, ma Frauenstein része, Szász Választófejedelemség, 1683. január 14. – Drezda, 1753. augusztus 4.) a német késő barokk kor legkiválóbb orgonaépítő mestere.
Silbermann orgonái igazodnak a 17. századi javabarokk hagyományokhoz, bizonyos hangzásban kimutatható túlfinomultsággal és egyszerűsödéssel. Johann Sebastian Bach több Silbermann-orgonát is megszólaltatott, és elismeréssel nyilatkozott azokról.
Silbermann hangszereinek diszpozícióiban – viszonyítva a 17. század orgonáihoz – azonnal feltűnik a 16', 8' és 4' alapfekvésű regiszterek magas száma, valamint az, hogy ez az aliquot- és a nyelvregiszterek rovására történt. Ezen felül kezdenek megsokasodni a vonós változatok is. A pedál gyakorlatilag nem lesz más, mint egy mély alap- és aliquotregiszterekkel ellátott basszusklaviatúra, amely a díszes és differenciált pedálszólamokat csak akkor képes megszólaltatni, ha manuálokat kopuláznak hozzá.
Silbermann az orgonaépítést a Strasbourgban műhelyt üzemeltető bátyjánál, Andreas Silbermann-nál tanulta. A tanulóévek letelte után Szászországban telepedett le és nyitott orgonaépítő műhelyt, mely működése alatt 45 orgonát készített. E 45 hangszernek a jó része még ma is működik. A freibergi dóm orgonája 1714-ben épült 3 manuállal és 45 regiszterrel. Azon kevés Silbermann-orgona közé tartozik, amely elkerülte az átépítést.